# Мумтаз Махал

### Биография
Принцеса Аджурманд Бано Бегум (популярна като Мумтаз Махал) е съпруга на принц Курам, по-известен като Шах Джахан - петият император от Могулската династия. Дъщеря е на везира Асаф Кхан. Известна с голямата си и романтична любов със съпруга си и 14-те раждания, от които оцеляват само 6 деца. В нейна чест е построен грандиозният Тадж Махал.
Ранен живот и брак
Мумтаз Махал се ражда като персийска аристократка в най-могъщата империя на света по онова време – могулската. 
Сгодяват я на 14 години за принц Курам (Khurram), като сватовница вероятно е леля й, императрица Нур Дженан, консорт и практически управлявала по времето на бащата на Курам, император Джиганхир. Независимо от годежа, младите чакат 5 години до сватбата, чиято дата е определена от астролозите, за да бъде бракът им щастлив. На 27 март 1612 г. двамата влюбени се женят. Бракът е легендарно щастлив. Шах Джахан (принц Курам, когото след една победа наричат „Джахан“, т.е. Славата на света) се е сдобил междувременно с две други жени, всяка от които му ражда по една дъщеря. На тяхно име са наречени две от портите в Тадж Махал.

### МАЙЧИНСТВО И ТРАГИЧНА СМЪРТ
Мумтаз, чието име означава „избраницата в двореца“ е легендарна кралица, а двамата са възпявани заради невероятната им любов, силна връзка, партньорство. По време на 19-годишния им брак, Мумтаз ражда 14 пъти, като оцеляват общо 4 сина и 2 дъщери. 
Почти винаги тя придружава императора във военните му кампании, явява се най-близкият му довереник и съветник, като на нея е поверен държавния печат - Мухр Узах, т.е. има последен достъп до всяка държавна кореспонденция.
Мумтаз умира на 39 години, от усложнение по време на 14-тото раждане, през 1631 г. По това време тя не е в двореца, а придружава мъжа си на военен поход. 
Момиченцето, което ражда оцелява и след години става вярна опора на баща си до неговата кончина.
Хан Джахан побелява (според някои за една нощ, според други, след като се появява след едногодишно усамотение и траур).
Той започва планирането и строежа на Тадж Махал веднага, но изпълнението трае 22 години, с над 20 000 работници. Според цени към 20-те години на 21 век, разходите му биха били над 70 млн долара.
НАСЛЕДСТВО
Независимо че се справя с още няколко военни кампании, императора се разболява и на 66 г. най-големият му син и престолонаследник става регент. 
При тази вест двама от братята му, които управляват Бенгал и Бужарат, обявяват независимостта си и тръгват към Агра да си търсят наследството. Четвъртият пък, принц Орангазеб се оказва най-талантлив и безпощаден. Разбива един по един братята си на бойното поле, след поредица от интриги, сдружавания и ренегатство. След като ги избива или преследва, докато попаднат в ръце на врагове, които правят същото, завзема властта и затваря баща си в Агра Форт, в  тази част от двореца, която гледа към Тадж Махал. Така, 8 години, преди края на живота си, шах Джахан гледа от луксозния си затвор към най-великото си творение и вечен гроб на любимата жена. Осемте години доброволен затворник с него и негова гледачка е голямата му дъщеря Джаханара. И двете му дъщери не се женят и остават принцеси завинаги, въвлечени във всички битки и драми в двора.
ИДЕЯ ЗА ЧЕРЕН ТАДЖ МАХАЛ
Според една от историите, Орангазеб затваря баща си, защото той е започнал планирането на друг величествен проект: да строи втори Тадж Махал, идентичен на първия, но от другата страна на река Ямуна. Това трябва да е неговият личен мавзолей, същият невероятен паметник на съвършената симетрия, само че от черен мрамор. Основите са поставени (виж снимките от албума, това са странните руини през реката срещу Тадж Махал в парка Mehtab Bagh) човек може да си представи каква поезия и послание би имало в това мавзолеят на любимата жена да се рее като бял дантелен облак, а отсреща, с реката между тях до края на вечността като негова сянка се извисява черният Тадж Махал.